# شتاين أموندسين
شتاين أموندسين (بالنرويجية البوكمول: Stein Amundsen)‏ هو لاعب كرة قدم نرويجي في مركز الوسط، ولد في 9 فبراير 1966. شارك مع منتخب النرويج تحت 21 سنة لكرة القدم. أما مع النوادي، فقد لعب مع نادي ليلستروم ونادي لين.

## وصلات خارجية
- شتاين أموندسين على موقع اتحاد النرويج (النرويجية)
- شتاين أموندسين على موقع قاعدة بيانات كرة القدم.إي يو (الإنجليزية)